# Gastrorragia
La gastrorragia è un fenomeno emorragico che si verifica all'interno dello stomaco.
Può essere causata da lesioni dello stomaco (ulcere o carcinomi) o da malattie generali (febbre gialla, scorbuto).
Si manifesta con vomito di sangue, con ematemesi o con melena.